# Hasan al-Kharrat
Abu Muhammad Hasan al-Kharrat (en árabe: حسن الخراط‎:  Ḥassan al-Kharrāṭ, 1861–1925) fue uno de los principales comandantes sirios que se rebelaron contra el Mandato francés en la Gran Revuelta siria. Su área principal de operaciones era la ciudad de Damasco y sus alrededores, el llamado Ghuta. Fue asesinado durante la revuelta y está considerado un héroe por sirios.
Como qabaday (jefe juvenil local) del barrio de Ash-Shaghur de Damasco, al-Kharrat estaba conectado con Nasib al-Bakri, un nacionalista de la familia más influyente del barrio. Por invitación de al-Bakri, al-Kharrat se unió a la revuelta en agosto de 1925 y formó un grupo de combatientes de al-Shaghour y otros barrios cercanos. Lideró el asalto rebelde contra Damasco, capturando brevemente la residencia del Alto Comisionado francés Maurice Sarrail antes de retirarse en medio de un fuerte bombardeo francés.
A finales de 1925, las relaciones se tensaron entre al-Kharrat y otros líderes rebeldes, particularmente Sa'id al-'As y Ramadan al-Shallash, ya que intercambiaron acusaciones de saquear aldeas o extorsionar a los habitantes locales. Al-Kharrat continuó liderando operaciones en el Ghuta, donde finalmente fue asesinado en una emboscada francesa. La revuelta se disipó en 1927, pero ganó una reputación duradera como mártir de la resistencia siria al dominio francés.

## Muerte y legado

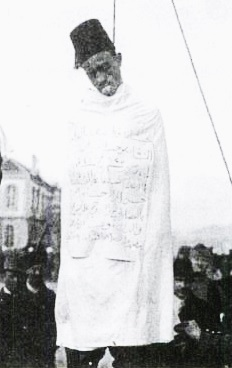
El comandante rebelde e hijo de Al-Kharrat, Fakhri ahorcado por las autoridades francesas en la plaza Marjeh, Damasco, enero de 1926.

Al-Kharrat fue asesinado en una emboscada por las tropas francesas en Ghuta el 25 de diciembre de 1925. Fue sucedido como qabaday de al-Shaghour y comandante del ′ isabat al-Shawaghirah por Mahmud Khaddam al-Srija. Los hombres de Al-Kharrat continuaron luchando contra los franceses hasta que la revuelta terminó en 1927, aunque el historiador Thomas Philipp afirma que el grupo de al-Kharrat se disipó después de su muerte. En enero de 1926, el hijo de al-Kharrat, Fakhri, fue condenado a muerte y ejecutado públicamente con otros dos rebeldes en la plaza Marjeh, Damasco. Los franceses habían implorado previamente a Fakhri que convenciera a su padre de que se rindiera a cambio de su liberación, pero Fakhri se negó.
Abd al-Rahman Shahbandar, un destacado líder nacionalista sirio, describió a al-Kharrat como el «papel preeminente» en la batalla contra los franceses en Ghouta y Damasco. El historiador Daniel Neep escribió que al-Kharrat era el "más conocido" de todos los líderes rebeldes con sede en Damasco, aunque otros líderes del movimiento rebelde atribuyeron la publicidad y los elogios de al-Kharrat a los esfuerzos del Congreso sirio-palestino con sede en El Cairo, al cual al-Bakri estaba estrechamente afiliado. Al-Kharrat y su hijo Fakhri son considerados hoy «héroes mártires» por los sirios por sus esfuerzos nacionalistas y sus muertes en la lucha siria por la independencia de Francia.